# 圖爾庫城堡

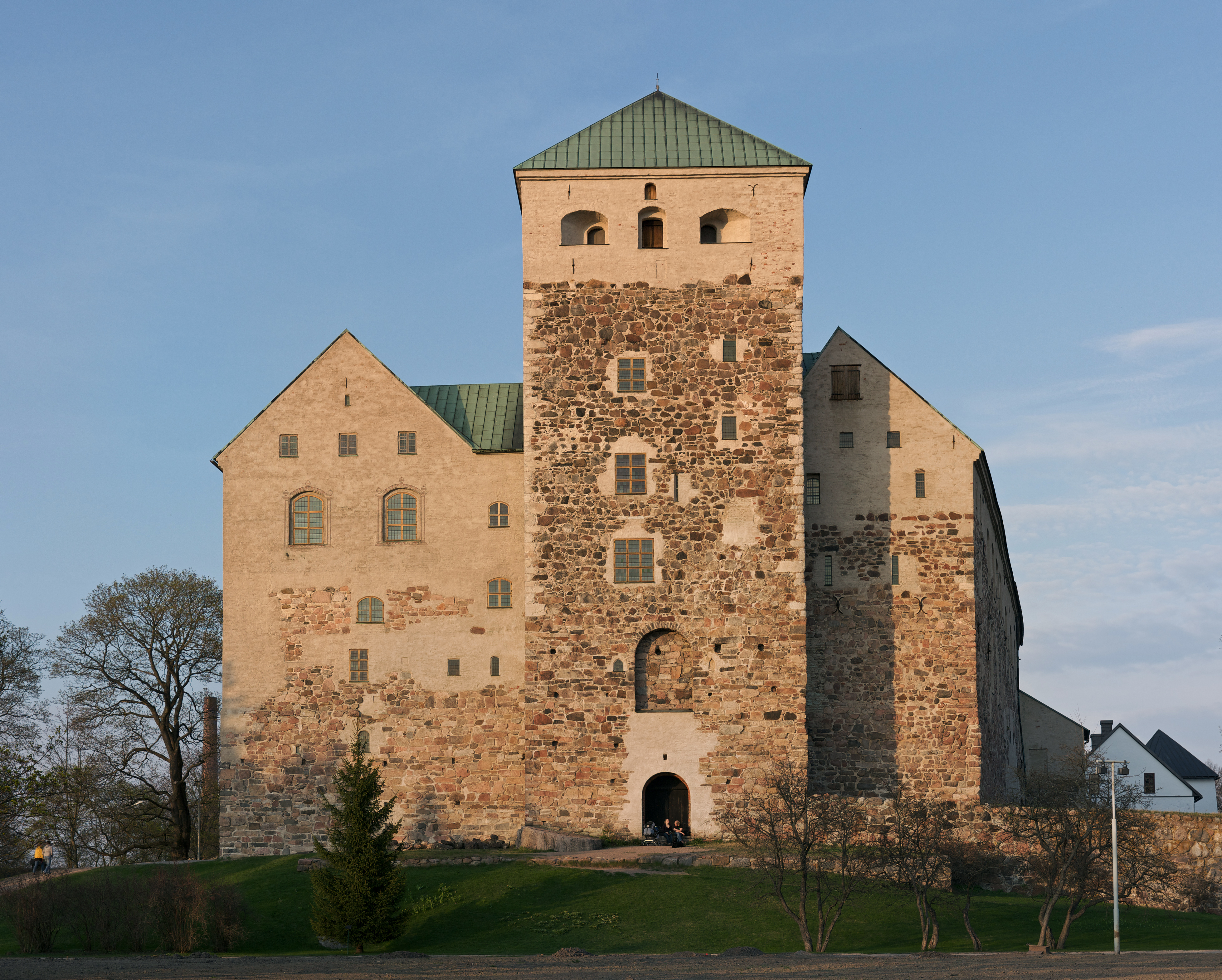
图尔库城堡

圖爾庫城堡（芬蘭語：Turun linna）是位於芬蘭城市圖爾庫的一座中世紀建築。圖爾庫城堡和圖爾庫主教座堂並列為芬蘭歷史最久的現在仍然在使用的建築。圖爾庫城堡也是芬蘭規模最大的現存中世紀建築之一。
圖爾庫城堡始建於約1280年代，位于奧拉河边上。城堡作为菱堡的功用及瑞典历史省份厄斯特兰的行政中心，那时候芬兰这个概念还没有出现，仅以瑞典省份厄斯特兰存在。历史上该城堡只用过一次来防御瑞典帝国，1318年时来自大诺夫哥罗德的俄罗斯入侵者摧毁了图尔库。城堡的用途多用于瑞典及卡尔马联盟内部权力斗争中扮演角色。城堡的巅峰时期是在16世纪芬兰约翰大公及其夫人统治的时候。约翰推翻兄长瑞典国王埃里克十四世、登基为约翰三世后，将埃里克十四世的王后卡琳·蒙斯多特分开软禁在图尔库城堡，直到埃里克十四世驾崩才释放。
在17世纪芬兰总督时期结束时城堡便丧失了行政中心的地位。如今图尔库城堡是芬兰访客数量最多的博物馆，有时每年的访客多达20万人次。除此之外，城堡内的很多大房间还作为城市行政之用。